# Novorum Actorum Academia Caesareae Leopoldinae-Carolinae Germanicae Naturae Curiosorum
Novorum Actorum Academia Caesareae Leopoldinae-Carolinae Germanicae Naturae Curiosorum (abreviado Nov. Actorum Acad. Caes. Leop.-Carol. German. Nat. Cur.) fue una revista ilustrada con descripciones botánicas que fue editada en Alemania. Publicó los volúmenes números 27-35, en los años 1860-1870. Fue precedida por Nova acta physico-medica Academiae Caesareae Leopoldino-Carolinae Naturae Curiosorum y reemplazada por Nova Acta Academiae Caesareae Leopoldino-Carolinae Germanicae Naturae Curiosorum.